# Lorrayna da Silva
Lorrayna Marys da Silva (Taubaté, 19 giugno 1999) è una pallavolista brasiliana, opposto delle Red Rockets Kawasaki.

## Biografia
È sposata con il pallavolista Lucas dos Santos.

## Carriera

### Club
Muove i primi passi a livello giovanile nel club della sua città natale, il Taubaté, dal quale approda alle giovanili del Pinheiros. Viene promossa in prima squadra nella stagione 2017-18, facendo il suo esordio in Superliga Série A: nel corso delle tre annate col club si aggiudica due Coppe San Paolo; nel campionato 2020-21 si trasferisce invece al Barueri, dove milita per un biennio.
Gioca per la prima volta all'estero nel campionato 2022-23, quando approda nella Serie A1 italiana con il Bergamo 1991; dopo un biennio nel club orobico, per la stagione 2024-25 si trasferisce nella V.League Division 1 giapponese, ingaggiata dalle Red Rockets Kawasaki.

### Nazionale
Fa parte della nazionale brasiliana under 18 impegnata al campionato mondiale 2015. Con l'under 20 si aggiudica invece la medaglia d'oro al campionato sudamericano 2016, dove viene premiata come MVP, e partecipa al campionato mondiale 2017. In seguito è di scena ai I Giochi panamericani giovanili con l'under 23, vincendo un altro oro e venendo insignita del riconoscimento come miglior opposto.
Nel 2022 fa il suo esordio in nazionale maggiore in occasione della Volleyball Nations League.

## Palmarès

### Club
- Coppa San Paolo: 2

2017, 2018

### Nazionale (competizioni minori)
- Campionato sudamericano under 20 2016
- Giochi panamericani giovanili 2021

### Premi individuali
- 2016 - Campionato sudamericano under 20: MVP
- 2021 - I Giochi panamericani giovanili: Miglior opposto